# Яхно-Белковская, Олеся Михайловна
Оле́ся Миха́йловна Яхно́  (укр. Яхно Олеся Михайлівна; род. 4 марта 1978, Немиров, Винницкая область, УССР, СССР) — украинская политолог, кандидат политических наук.

## Образование
В 2000 году окончила Институт журналистики Киевского национального университета имени Тараса Шевченко по специальности «Политическая культура и идеология» со степенью магистра журналистики. В 2006 году окончила Национальную академию государственной таможенной службы по специальности «Государственные финансы», а также в этом же году в Киевском университете им. Т. Шевченко под научным руководством доктора филологических наук, профессора В. И. Шкляра защитила диссертацию на соискание учёной степени кандидата политических наук по теме «Украина в современном геополитическом пространстве: политико-медийный аспект» (специальность 23.00.03 — политическая культура и идеология).

## Карьера
С октября 1998 года по июнь 1999 года работала специальным корреспондентом отдела зарубежной информации в газете «Голос Украины». С апреля 2000 года по декабрь 2003 года была главным редактором в политическом сетевом издании «Part.org.ua», принадлежавшего Агентству гуманитарных технологий. С декабря 2003 по сентябрь 2005 была заместителем главного редактора независимого аналитического агентства «Главред». С сентября 2005 года является директором Института национальной стратегии Украины, который был основан в 2004 году Станиславом Белковским и политологом Константином Бондаренко.

## Личная жизнь
В 2005—2011 годах была замужем за российским политическим технологом и публицистом Станиславом Белковским. .